# Internationaler Leibniz-Kongress
Der Internationale Leibniz-Kongress (englisch International Leibniz Congress) ist der größte Kongress auf dem Gebiet der Leibniz-Forschung. Er wird in der Regel alle fünf bis sechs Jahre von der Gottfried-Wilhelm-Leibniz-Gesellschaft in Zusammenarbeit mit wechselnden Partnern organisiert. Der erste Kongress fand 1966 statt.
Der X. Leibniz-Kongress wird im Rahmen zahlreicher Veranstaltungen anlässlich des 370. Geburts- und 300. Todestages von Leibniz im Jahre 2016 durchgeführt. Er steht unter dem Motto „ad felicitatem nostram alienamve“ („für unser Glück oder das Glück anderer“). Schwerpunkt des Kongresses sind hiernach Leibniz’ Arbeiten zum Gemeinwohl.

## Liste der Kongresse
- X. 18. bis 23. Juli 2016, Hannover
- IX. 26. September bis 1. Oktober 2011, Hannover
- VIII. 24. bis 29. Juli 2006, Hannover
- VII. 10. bis 14. September 2001, Berlin
- VI. 18. bis 23. Juli 1994, Hannover
- V. 14. bis 19. November 1988, Hannover
- IV. 14. bis 19. November 1983, Hannover
- III. 12. bis 17. November 1977, Hannover
- II. 17. bis 22. Juli 1972, Hannover
- I. 14. bis 19. November 1966, Hannover